# Novosadské divadlo
Novosadské divadlo (srbsky Новосадско позориште/Novosadsko pozorište, maďarsky Újvidéki színház) je srbsko-maďarské divadlo, které působí v hlavním městě Vojvodiny, Novém Sadu. Jeho budova se nachází na adrese Jovana Subotića 3.
Divadlo bylo založeno v roce 1974 ve snaze zaštítit divadelní aktivity maďarských herců. Bylo otevřeno v lednu toho roku představením s názvem Macskajáték a stalo se druhým maďarským divadlem ve Vojvodině. Ve své současné budově v centru města sídlí od roku 1985.
Dodnes divadlo slouží maďarským hercům nejen pro různá představení ale i řadu soutěží a jiných aktivit. Hry, které jsou hrané v maďarštině jsou v divadle simultánně tlumočeny do srbštiny.